# Under Lock and Key
| Recensione | Giudizio |
| ---------- | -------- |
| AllMusic   |          |

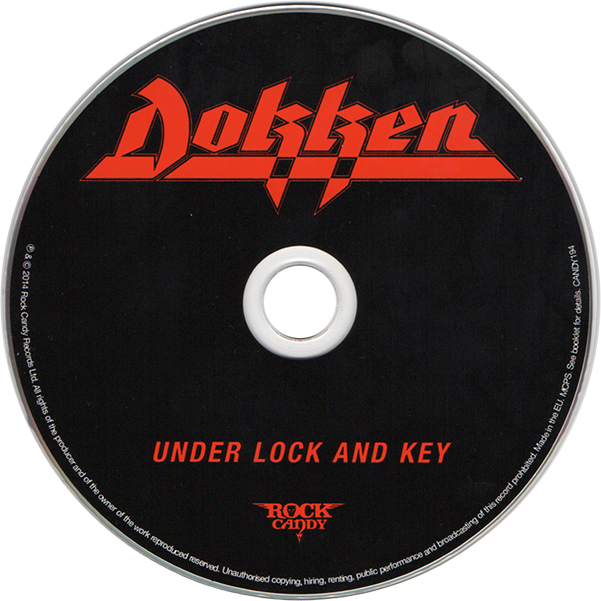

Under Lock and Key è il terzo album in studio del gruppo musicale statunitense Dokken, pubblicato il 22 novembre 1985 dalla Elektra Records.
Viene considerato come l'album più completo della band e ha ricevuto grande accoglienza da parte della critica specializzata, che ha messo in luce l'abilità tecnica del chitarrista George Lynch.
L'album ha venduto oltre un milione di copie nei soli Stati Uniti e ha raggiunto la 32ª posizione nella Billboard 200.

## Tracce
Tutte le canzoni sono state composte da Don Dokken, George Lynch, Jeff Pilson e Mick Brown.
1. Unchain the Night – 5:19
2. The Hunter – 4:07
3. In My Dreams – 4:20
4. Slippin' Away – 3:48
5. Lightnin' Strikes Again – 3:48
6. It's Not Love – 5:01
7. Jaded Heart – 4:16
8. Don't Lie to Me – 3:37
9. Will the Sun Rise – 4:10
10. Til the Livin' End – 4:00

## Formazione

### Gruppo
- Don Dokken – voce
- George Lynch – chitarre
- Jeff Pilson – basso, cori
- Mick Brown – batteria, cori

### Produzione
- Neil Kernon, Michael Wagener – produzione, ingegneria del suono, missaggio
- Mark Wilczak – missaggio e ingegneria del suono (assistente)
- Cliff Bonell, Michael Lardie – ingegneria del suono (assistenti)
- Bob Ludwig – mastering presso il Masterdisk di New York

## Classifiche

### Classifiche settimanali
| Classifica (1986) | Posizione massima |
| ----------------- | ----------------- |
| Giappone          | 56                |
| Stati Uniti       | 32                |

### Classifiche di fine anno
| Classifica (1986) | Posizione |
| ----------------- | --------- |
| Stati Uniti       | 29        |

## Curiosità
- La prima traccia dell'album darà il nome alla VHS Unchain the Night nel 1986, contenente alcuni videoclip della band.
- La quinta traccia darà invece il nome all'album Lightning Strikes Again pubblicato nel 2008.